# Església de Nostra Senyora del Camp de Pàmies
L'església de Nostra Senyora del Camp (occità: Glèisa de Nòstra Dòna del Camp; francès: Église Notre-Dame-du-Camp) és un temple catòlic situat a la comuna de Pàmies, al departament francès de l'Arieja.

## Història

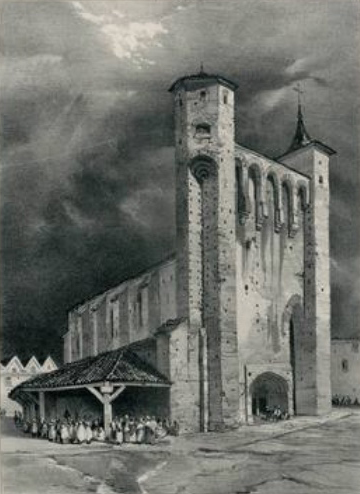
Nostra Senyora del Camp abans de la restauració al segle XIX.

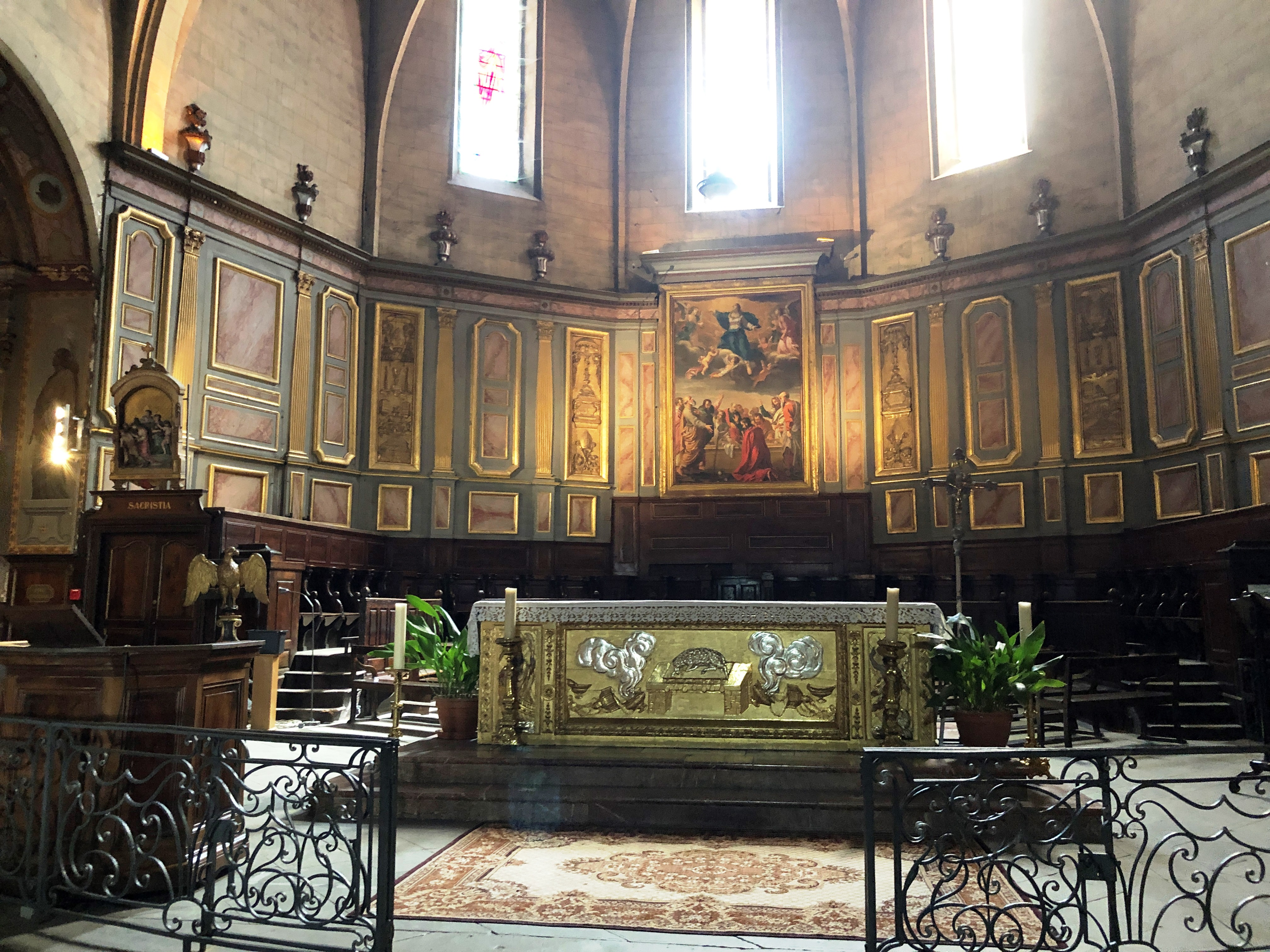
Altar major.

La vila de Pàmies va ser fundada quan el comte Roger II de Foix va tornar de les croades al lloc d'un antic castrum romà, el Castrum Appamiense, situat prop de Fredelas. Havia portat d'Orient les relíquies dels sants Caius i Alexandre. La població de la ciutat assentada prop de la torre va augmentar durant el segle XII. va anar més enllà de les muralles de la ciutat per construir les seves cases als suburbis, enmig dels camps. El comte de Foix va decidir construir una església dedicada a l'Assumpció de la Mare de Déu enmig dels camps, cap al 1170-1180.
Pàmies va ser un dels centres del catarisme. El col·loqui de Pàmies, l'últim gran debat contradictori entre els càtars i l'Església catòlica, hi va tenir lloc l'any 1207. La ciutat va patir la croada albigesa i el temple va ser reconstruït al segle xiv sobre els fonaments de l'antiga església. La preocupació per la defensa de la ciutat va fer que sobre el portal romànic s'aixequés un alt mur emmerletat.
L'església del segle xiv va ser destruïda durant les guerres de religió, l'any 1563, i de nou l'estiu de 1577. La seva reconstrucció es va iniciar l'any 1603. Va ser saquejada novament el 1621 per les tropes del duc de Rohan. La volta es va esfondrar i només va quedar en peu l'alt mur del campanar. La reconstrucció va continuar entre el 1630 i el 1672. El 1769 es va aixecar el mur de ponent i les finestres es van ampliar. La volta va ser reconstruïda en maó el 1773.
El portal romànic va ser reconstruït per l'arquitecte Laryx els anys 1870-1872 així com les dues torres amb els merlets.
La façana de l'església va ser catalogada com a monument històric el 23 de maig de 1912 i tot l'edifici excepte la part classificada va ser catalogat el 19 de setembre de 2001.

## Descripció
L'església de Nostra Senyora del Camp és un temple d'una sola nau que té una amplada de quinze metres. La nau té quatre tramps i acaba amb un absis poligonal cobert amb esveltes voltes de creueria, fetes de maó i col·locats amb guix. De la nau s'accedeix a una sèrie de capelles laterals, també cobertes amb volta d'arcs apuntats.
La façana, que té un aspecte molt ordenat, presenta una lleugera asimetria pel que fa a les amplades dels reforços. Les 2 torres acaben en contraforts massius connectats de 2 per 2 per lladroneres obliqües. La cortina descansa sota falsos merlets.